# Stronna
Stronna – wieś na Ukrainie w rejonie drohobyckim należącym do obwodu lwowskiego.
Wieś prawa wołoskiego, położona była w drugiej połowie XV wieku w ziemi przemyskiej województwa ruskiego.